# قطعنامه ۳۵۳ شورای امنیت
قطعنامه ۳۵۳ شورای امنیت سازمان ملل متحد که در تاریخ ۲۰ جولای ۱۹۷۴ تصویب شد، سندی بین‌المللی دربارهٔ قبرس است. این قطعنامه طی نشست ۱٬۷۸۱ام با ۱۵ موافق، ۰ مخالف و ۰ ممتنع تصویب شد.